# Министерство по делам молодёжи и спорта Сербии
Министерство по делам молодёжи и спорта Сербии (серб. Министарство омладине и спорта Републике Србије) — орган государственного управления Сербии, отвечающий за проведение политики в области спорта и молодежи. Министерство располагается в здании «Палата Сербия» в Белграде по адресу бульвар Михаила Пупина, дом 2.
2 мая 2024 года был утверждён новый состав Правительства Сербии, Министерство по делам молодёжи и спорта снова возглавил Зоран Гаич.
В организационном плане Министерство делится на секторы, отделения, отделы и группы. В его составе три сектора: спорта, молодежи и европейской интеграции. Также в рамках Министерства действуют несколько групп (стратегического планирования, управления инфраструктурных проектов, внутреннего аудита и др.), секретариат и кабинет министра.